# Sekou Sidibe
Sekou Sidibe (Abobo, 5 maggio 2001) è un calciatore ivoriano naturalizzato belga, attaccante del La Louvière.

## Carriera

### Club
Cresciuto nel settore giovanile del PSV, nel 2019 viene aggregato alla rosa della squadra riserve, militante in Eerste Divisie. L'anno seguente viene ceduto all'Emmen, con cui debutta in Eredivisie il 13 settembre 2020, subentrando all'88º minuto a Robbert de Vos nell'incontro casalingo perso per 5-3 contro il VVV-Venlo. Nell'estate del 2021 viene acquistato dall'FCU Craiova, club militante in Liga I.

### Nazionale
Ha militato nelle nazionali giovanili belghe Under-15, Under-16, Under-17 ed Under-18.

## Statistiche

### Presenze e reti nei club
Statistiche aggiornate al 18 giugno 2022.
| Stagione        | Squadra         | Campionato      | Campionato | Campionato | Coppe nazionali | Coppe nazionali | Coppe nazionali | Coppe continentali | Coppe continentali | Coppe continentali | Altre coppe | Altre coppe | Altre coppe | Totale | Totale |
| Stagione        | Squadra         | Comp            | Pres       | Reti       | Comp            | Pres            | Reti            | Comp               | Pres               | Reti               | Comp        | Pres        | Reti        | Pres   | Reti   |
| --------------- | --------------- | --------------- | ---------- | ---------- | --------------- | --------------- | --------------- | ------------------ | ------------------ | ------------------ | ----------- | ----------- | ----------- | ------ | ------ |
| 2019-2020       | Jong PSV        | EED             | 24         | 6          |                 | -               | -               |                    | -                  | -                  |             | -           | -           | 24     | 6      |
| 2020-2021       | Emmen           | ED              | 3          | 0          | CO              | 1               | 0               |                    | -                  | -                  |             | -           | -           | 4      | 0      |
| 2021-2022       | FCU Craiova     | L1              | 27+8       | 4+0        | CR              | 1               | 0               |                    | -                  | -                  |             | -           | -           | 36     | 4      |
| Totale carriera | Totale carriera | Totale carriera | 62         | 10         |                 | 2               | 0               |                    | -                  | -                  |             | -           | -           | 64     | 10     |